# N-04D
docomo NEXT Series MEDIAS LTE N-04D（ドコモ ネクストシリーズ メディアス エルティーイー エヌゼロヨンディー）は、NECカシオ モバイルコミュニケーションズによって開発された、NTTドコモの第3.9世代移動通信システム（Xi）と第3世代移動通信システム（FOMA）とのデュアルモード端末である。docomo NEXT seriesのひとつ。

## 概要
- MEDIASシリーズの一つで、初のXi対応モデルである。
- HD液晶及び1.2GHzのデュアルコアCPUを採用しており、ROMの容量は16GB、RAMの容量は1GBである。
- 同日発表されたN-01Dと同じくBluetooth 4.0(Bluetooth Low Energy)を搭載しており、カシオ計算機製腕時計G-SHOCKと連携させることも可能である。
- 搭載されている充電池の容量は1520mAhである。
- テザリングをサポートしている。
- 防水性能を備えているが、おくだけ充電には対応していない。
- 卓上のホルダが附属しているが、コネクタの形状による問題から「ACアダプタ 03」ではなく「FOMA ACアダプタ 02」を接続する必要がある。本体に直接接続して充電する場合は、「ACアダプタ 03」を直接つなぐか、付属する「FOMA 充電microUSB変換アダプタ N01」で中継した上で「FOMA ACアダプタ 02」を利用するかのいずれかとなる。ただし、直接本体に接続する場合は、前者のほうが出力電流が大きいため、充電時間が短くなる。

## Android 4.0での変更点
2012年12月18日にAndroid 4.0へのアップデートが開始された。
アップデートに伴う変更点・機能の追加は以下とおり。
- スクリーンキャプチャ機能の追加
- 伝言メモ機能の追加
- プライバシー設定機能の追加
- クイック返信機能の追加
- フォルダ作成の簡易化
- 文字入力(ATOK)の機能追加
  - 2タッチ入力機能への対応
  - 手書き入力の機能改善
- ecoモードの機能追加
  - 「ecoモード自動設定」機能の追加
- Bluetoothプロファイルの追加(HID)
- 「iコンシェル」、「SDカードバックアップ」アプリなどの追加。

また、以下の不具合も解消される。
- 地図アプリでナビ機能を利用中、まれに再起動する場合がある。

## 搭載アプリ
ドコモサービス
- dメニュー
- dマーケット
- マチキャラ
- ドコモバックアップサービス
- 電話帳コピーツール

基本機能
- 電話
- spモードメール（2013年12月10日にドコモメールにアップデート可能になる予定）
- 電話帳(Android 4.0はアップデートによりドコモ電話帳を利用できる)
- メール
- Gmail
- エリアメール
- メッセージ
- トーク
- 災害キット
- 取扱説明書
- ブラウザ
- 検索
- 音声検索
- Playストア

便利ツール
- カメラ
- メモ
- スケジュール
- カレンダー
- 地図アプリ
- ご当地ガイド
- マップ
- ナビ
- ローカル
- 名刺作成
- 赤外線
- 電卓
- 時計
- WELLNESS
- BEAUTY
- Quickoffice
- ファイルマネージメント
- MEDIAS NAVI
- 音楽

## 主な機能
| 主な対応サービス                                 | 主な対応サービス                         | 主な対応サービス                       | 主な対応サービス                              |
| ------------------------------------------------ | ---------------------------------------- | -------------------------------------- | --------------------------------------------- |
| タッチパネル／加速度センサー                     | Xi／FOMAハイスピード                     | Bluetooth                              | DCMX／おサイフケータイ／赤外線／トルカ        |
| ワンセグ                                         | メロディコール                           | テザリング(Wi-Fi・USB)                 | WiFi IEEE802.11b/g/n                          |
| GPS                                              | spモード／電話帳バックアップ             | デコメール／デコメ絵文字／デコメアニメ | iチャネル                                     |
| エリアメール／ソフトウェアーアップデート自動更新 | デジタルオーディオプレーヤー(WMA)(MP3他) | GSM／3Gローミング（WORLD WING）        | フルブラウザ／Flash Player 10.3               |
| Androidマーケット／dメニュー／dマーケット        | Gmail／Google Talk／YouTube／Picasa      | バーコードリーダ／名刺リーダ           | ドコモ地図ナビ／Google Maps／ストリートビュー |

## 歴史
- 2011年10月18日 - NTTドコモより発表。
- 2012年2月3日 - 予約開始
- 2012年2月15日 - 発売開始[6]
- 2012年12月18日 - Android 4.0へアップデート開始。[7][8]

## アップデート
2012年3月8日のアップデート
- 電池残量が少なく本体に負荷がかかっている際に、まれに本体が再起動する場合がある。
- ブラウザを繰り返し利用するとまれにブラウザの起動に時間がかかる場合がある。

2012年5月14日のアップデート
- イヤホンを挿入したたま通話を行うと受話音量の変更ができない場合がある。

2012年9月19日のアップデート
- 携帯電話とG-SHOCKをBluetoothで接続した際、電話を着信してもG-SHOCKが鳴動しない場合がある。
- microSDXCカードを差し込むと、microSDXCカード内のデータが破損する。

※ただし、ソフトウェアアップデートを実施してもmicroSDXCカードの利用は不可。
2013年4月25日のアップデート
- 特定の環境において地図アプリでナビ機能を利用中、まれに本体が再起動する場合がある。

2014年3月14日のアップデート
- 携帯電話（本体）とG-SHOCKをBluetooth®接続するためのペアリングに失敗する場合がある不具合を修正する。
- ビルド番号がA3003401、A3003601、A3003801からA3004201になる。